# Avon (Karolina Północna)
Avon – jednostka osadnicza w Stanach Zjednoczonych, w stanie Karolina Północna, w hrabstwie Dare, nad Oceanem Atlantyckim.